# كابريس (الألب الجبلية)
كابري، الألب الجبلية (بالفرنسية: Cabris)‏ هي  بلدية فرنسية تقع في إقليم الألب البحرية من منطقة بروفنس ألب كوت دازور في جنوب شرق فرنسا. تبلغ مساحة هذه المدينة 5.43 (كم²)، وترتفع عن سطح البحر 550 م، يبلغ عدد سكانها 1456 نسمة حسب إحصاء المعهد الوطني للإحصاء والدراسات الاقتصادية سنة 2009 م. وترأس Pierre Bornet البلدية خلال فترة (2008-2014).

## وصلات خارجية
- صفحة البلدية على موقع المعهد الوطني للإحصاء والدراسات الاقتصادية